# Atlas Slovenije
Atlas Slovenije je knjiga (temeljni topografski atlas) topografskih zemljevidov v merilu 1:50.000 in nekaterih krajevnih načrtov Slovenije v merilu 1:12.500. Poleg zemljevidov je knjiga opremljena tudi z letalskimi posnetki in fotografijami.
Atlas je prvič izšel leta 1985 pri založbi Mladinska knjiga v sodelovanju z Geodetskim zavodom Slovenije. Kasnejše izdaje so izšle še v letih 1992, 1996 in 2005. Do zadnje izdaje je bilo prodanih več kot 160.000 izvodov knjige. 

## Vsebina zadnje izdaje
- Satelitski posnetek alpskih pokrajin (merilo 1:2.250.000)
- Izdelava zemljevidov
- Slovenske pokrajine
- Topografski zemljevidi (218 strani)
- Mestni načrti (60 načrtov)
- Imensko kazalo
- Zanimivi podatki o državi
- Legenda